# Parafia św. Mikołaja w Grabowcu (diecezja zamojsko-lubaczowska)
Parafia św. Mikołaja w Grabowcu – parafia rzymskokatolicka w Grabowcu. Znajduje się na terenie diecezji zamojsko-lubaczowskiej, w dekanacie Grabowiec.
Do parafii należą wierni z następujących miejscowości: Bereść, Bronisławka, Czechówka, Dańczypol, Grabowczyk, Grabowiec, Grabowiec-Góra, Henrykówka, Hołużne, Ornatowice-Kolonia, Siedlisko, Skomorochy Duże, Skomorochy Małe, Skibice, Szczelatyn, Szystowice, Wolica Uchańska i Żurawlów.